# ASUS Eee Pad Transformer
L'ASUS Eee Pad Transformer és un tablet amb Android 3.2 Honeycomb
Anunciat a la CES 2011 el dia 30 de març del 2011. El sistema modificat es va llençar a principis de juny de 2011.
Incorpora aplicacions extres com MyNet, MyLibrary, MyCloud, Press Reader, MyDesktop, Polaris Office 3 i tota mena de widgets per l'escriptori i es poden instal·lar més aplicacions des d'Android Market.
El tablet inclou un teclat opcional, que s'acobla a la pantalla mitjançant un dock. L'Asus Eee Pad Transformer té una pantalla de 10.1 polzades (26 cm) IPS multitàctil amb una resolució de 1280x800 i un xip gràfic Nvidia Tegra 2. Té una targeta de wifi 802.11 b/g/n que inicialment no disposava de connexió 3G però en versions posteriors es va incorporar. El teclat qwerty transforma l'Asus Eee pad transformer en un neetbook. Hi inclou un trackpad, dos USB 2.0 i un lector de targetes SD. A més hi incorpora una bateria per ampliar la de la pantalla, allarga la duració 9,5 hores, que sumat duraria 16 hores. El transformer original incorpora una versió modificada d'Android 3.0 Honeycomb, que és un sistema operatiu per a tablets que es pot actualitzar a la versió actual.